# ВНИИНМ
Акционерное общество «Высокотехнологический научно-исследовательский институт неорганических материалов имени академика А. А. Бочвара» (ВНИИНМ) — один из ведущих научно-исследовательских институтов и головная организация «Росатома» по проблемам материаловедения и технологий ядерного топливного цикла для всех видов реакторов.
Находится  в Москве.
При активном и непосредственном участии ВНИИНМ созданы: ядерный щит страны, атомный флот, современные АЭС, космические аппараты, производство по переработке отработавшего ядерного топлива и многое другое.
На АО «ВНИИНМ» возложены функции Главного научного метрологического центра (ГНМЦ) Госкорпорации Росатом.
25 октября 2006 года приказом № 511 Росатома во ВНИИНМ был создан Центр нанотехнологий и наноматериалов Росатома.
При ВНИИНМ действует диссертационный совет ДМ418.002.01 (Приказ Рособрнадзора № 147-44 от 13.02.2009, Приказ Рособрнадзора № 748-93 от 15.04.2009), принимающий к рассмотрению и защите диссертации на соискание ученой степени доктора и кандидата наук по специальности 05.17.02 «Технология редких, рассеянных и радиоактивных элементов» — по техническим наукам и химическим наукам.
Прежние названия:
Институт специальных металлов НКВД (Инспецмет НКВД),
НИИ-9,
База № 1 Первого Главного управления при Совете министров СССР,
НИИ Главгорстроя,
Предприятие п/я 3394, п/я Р-6575,
Всесоюзный научно-исследовательский институт неорганических материалов,
Всероссийский научно-исследовательский институт неорганических материалов

## История
Постановлением ГКО от 8 декабря 1944 года «О мероприятиях по обеспечению развития добычи и переработки урановых руд» было принято решение создать в системе НКВД СССР научно-исследовательский институт по урану. Новому научному центру было название «Институт специальных металлов НКВД» (Инспецмет НКВД), директором института был назначен инженер-полковник НКВД В. Б. Шевченко. Инициатором создания института стала начальник лаборатории «Гиредмета» З. В. Ершова («советская мадам Кюри»), которая стала начальником лаборатории нового института и в первые два года фактически напрямую руководила работой радиохимического направления института вместе с В. Шевченко.
Строительство первых корпусов института было завершено в конце 1945 года, и официальной датой начала деятельности института считается 27 декабря 1945 года. К этому времени численность института составила 60 сотрудников, в начале 1946 года институт пополнился группой сотрудников предприятий «Гиредмет» и «Завода редких элементов».
В конце 1945 года при институте была организована лаборатория Л-12 для «трофейных» немецких специалистов. Здесь работали под руководством профессора Макса Фольмера: доктора В. К. Байерль, Г. А. Рихтер и 10 советских специалистов, из них — 3 старших научных сотрудника, кандидаты наук С. М. Карпачева, А. М. Розен, Корнилов, и 7 инженеров-химиков, младших научных сотрудников. В течение 1946 года группой Фольмера была выполнена большая теоретическая и экспериментальная работа по установлению коэффициента разделения тяжелого и легкого водорода при дистилляции аммиака, затем коэффициента распределения тяжелого водорода при изотопном обмене между водой и аммиаком. Эти исследования легли в основу разработки проекта завода по производству тяжелой воды производительностью 8 тонн в год (в 1955 году установка по производству «тяжелой воды» была успешно пущена в Норильске). Впоследствии Фольмер активно работал с лабораторией З. В. Ершовой.
15 августа 1946 года руководители «Атомного проекта» предоставили Л. Берии «Отчёт о состоянии работ по проблеме использования атомной энергии за 1945 г. и семь месяцев 1946 г.» Документ был написан для Сталина от руки в единственном экземпляре. Стало ясно, что для решения технологических проблем необходим специальный технологический научный центр. Выбор пал на Институт специальных металлов НКВД. Он сразу же был переименован в НИИ-9. Его возглавил А. А. Бочвар. НИИ-9 вошёл в состав Специального металлургического управления НКВД, руководимого А. П. Завенягиным. Специальный отдел «В» по получению и исследованию плутония и урана в НИИ-9 возглавил Андрей Анатольевич Бочвар. В это время в НИИ-9 работали уже 1200 человек; в его состав входили 13 лабораторий и филиал в Ленинграде. Кроме того, институт имел опытное производство на Московском заводе им. П. Л. Войкова и основную производственную базу на заводе N12 в подмосковном городе Электросталь. 25 декабря 1946 года в соседней с НИИ-9 Лаборатории № 2 был пущен первый в Европе и Азии исследовательский уран-графитовый реактор Ф-1 и осуществлена самоподдерживающаяся цепная реакция. Из Лаборатории № 2 в НИИ-9 стал поступать облучённый уран и 18 декабря 1947 года был получен первый препарат плутония. В июне 1948 года были получены первые в СССР экземпляры («корольки») металлического плутония массой менее одного миллиграмма, а массой до 10 миллиграммов и более начали получать с 10 сентября 1948 года в металлургической лаборатории отдела «В». К концу 1948 года в НИИ-9 на миллиграммовых количествах была разработана и проверена технология получения металлического плутония из его азотнокислых растворов для промышленного производства.
С 1948 года в институте стал работать В. В. Фомин, впоследствии — первый заместитель директора.
Постепенно тематика работ, которыми руководил академик Бочвар, стала доминирующей в НИИ-9. В связи с этим руководство атомной промышленностью в конце 1952 года приняло решение назначить Андрея Анатольевича директором этого института. К 1952 году НИИ-9 практически уже сложился как отраслевой технологический и материаловедческий центр. В это время руководство атомной промышленности приняло решение о создании ядерных реакторов на быстрых нейтронах и институту Бочвара поручили разработку ТВЭЛов для таких реакторов, суливших большие экономические выгоды. В эти же годы в НИИ-9 шла разработка ТВЭЛов для первой в мире атомной электростанции на тепловых нейтронах, которую строили на базе Физико-энергетического института в Обнинске.
В начале 1961 года в институте были развернуты работы по металловедению и технологии получения сверхпроводящих материалов для изготовления из них провода для электромагнитов термоядерного реактора. В 1962 году за большой вклад в развитие атомной промышленности и укрепление обороноспособности страны институт был награждён орденом Ленина.
К началу 1970-х годов уровень секретности несколько снизился и по предложению Бочвара НИИ-9 переименовали во Всесоюзный научно-исследовательский институт неорганических материалов (ВНИИНМ). 

Первой разработкой ВНИИНМ стали полониевые источники тепла для обогревания аппаратуры «Лунохода». Затем были сделаны радионуклидные источники для космических аппаратов «Венера» и «Вега».
В легендарном НИИ-9 отдали лучшие годы своей научной деятельности, самоотверженной работе в атомной отрасли такие учёные, как академики А. А. Бочвар, А. Н. Вольский, А. С. Никифоров, Ф. Г. Решетников, И. И. Черняев, члены-корреспонденты АН А. С. Займовский, С. Т. Конобеевский, А. Г. Самойлов, М. И. Солонин, В. В. Фомин, а также — А. Д. Гельман, З. В. Ершова, С. И. Камордин, В. Д. Никольский.
В настоящее время деятельность института направлена на технологии ядерного топливного цикла для АЭС. Разработки в сфере сверхпроводимости используются в международном термоядерном реакторе ITER.
В 2023 году, на фоне вторжения России на Украину, институт попал под санкции Великобритании и Украины так как институт вовлечён в получение выгоды от правительства России.
1 мая 2025 года коллектив ВНИИНМ награждён Почётный знаком Российской Федерации «За успехи в труде» за достигнутые высокие показатели в производственной деятельности.

### Руководители
- Виктор Борисович Шевченко (1945—1952)
- Андрей Анатольевич Бочвар (1952—1984)
- Александр Сергеевич Никифоров (1984—1991)
- Михаил Иванович Солонин (1991—2002)
- Александр Викторович Ватулин (2002—2005)
- Сергей Николаевич Востриков (2005—2007)
- Александр Путилов (13.03.2007—19.03.2009)
- Александр Константинович Шиков (20.03.2009—10.08.2009)[16]
- Сергей Борисович Сухарев (10.08.2009—10.08.2010)
- Юрий Валентинович Тузов (10.08.2010—14.01.2013)
- Валентин Борисович Иванов (14.01.2013—27.01.2016)[17]
- Леонид Александрович Карпюк (10.06.2016 — н. в.)[18]